# Cuscuta bella
Cuscuta bella är en vindeväxtart som beskrevs av Truman George Yuncker. Cuscuta bella ingår i släktet snärjor, och familjen vindeväxter. Inga underarter finns listade i Catalogue of Life.